# 黒田実郎
黒田 実郎（くろだ じつお、1928年6月1日-1999年8月18日）は、幼児心理学者。
大阪市生まれ。1952年関西学院大学大学院心理学博士課程満期退学、ロンドン大学大学院心理学博士課程修了、聖和女子短期大学専任講師、55年助教授、61年教授、64年聖和女子大学教授、1970年「条件づけによる幼児の行動変容に関する実験研究」で関西学院大学文学博士。80年聖和大学教育学部教授。99年定年退任。没後正五位勲三等瑞宝章受勲。ジョン・ボウルビィのアタッチメント理論の権威であった。

## 著書
- 『条件づけによる幼児の行動変容』心理学モノグラフ 1969
- 『才能教育 その功罪と考え方』創元新書 1972
- 『乳幼児教育論 心理学の立場から』創元社 1979
- 『幼児心理学』柳原書店 幼児教育学講座 1987

### 翻訳
- ジョン・ボウルビィ『乳幼児の精神衛生』岩崎書店 1962
- ウェイン・デニス編『児童心理学選書』第1-3 編訳 岩崎書店 1965-66
- ハンス・アイゼンク,S.ラックマン『神経症 その原因と治療』訳編 岩崎学術出版社 精神科学全書 1967
- R.S.& C.M.イリングワース『才能の発見 世界の傑出人の幼児期』大脇園子共訳 岩崎学術出版社 岩崎学術双書 1969
- J.ボウルビィ『母子関係の理論』全3巻  大羽蓁、岡田洋子、黒田聖一共訳 岩崎学術出版社 1977-81
- J.ホームズ『ボウルビィとアタッチメント理論』黒田聖一共訳 岩崎学術出版社 1996

## 論文
- Cinii

## 注
1. ↑  読売新聞訃報、叙勲記事
2. ↑  『現代日本人名録』1987年